# ایستگاه پایه هوایی

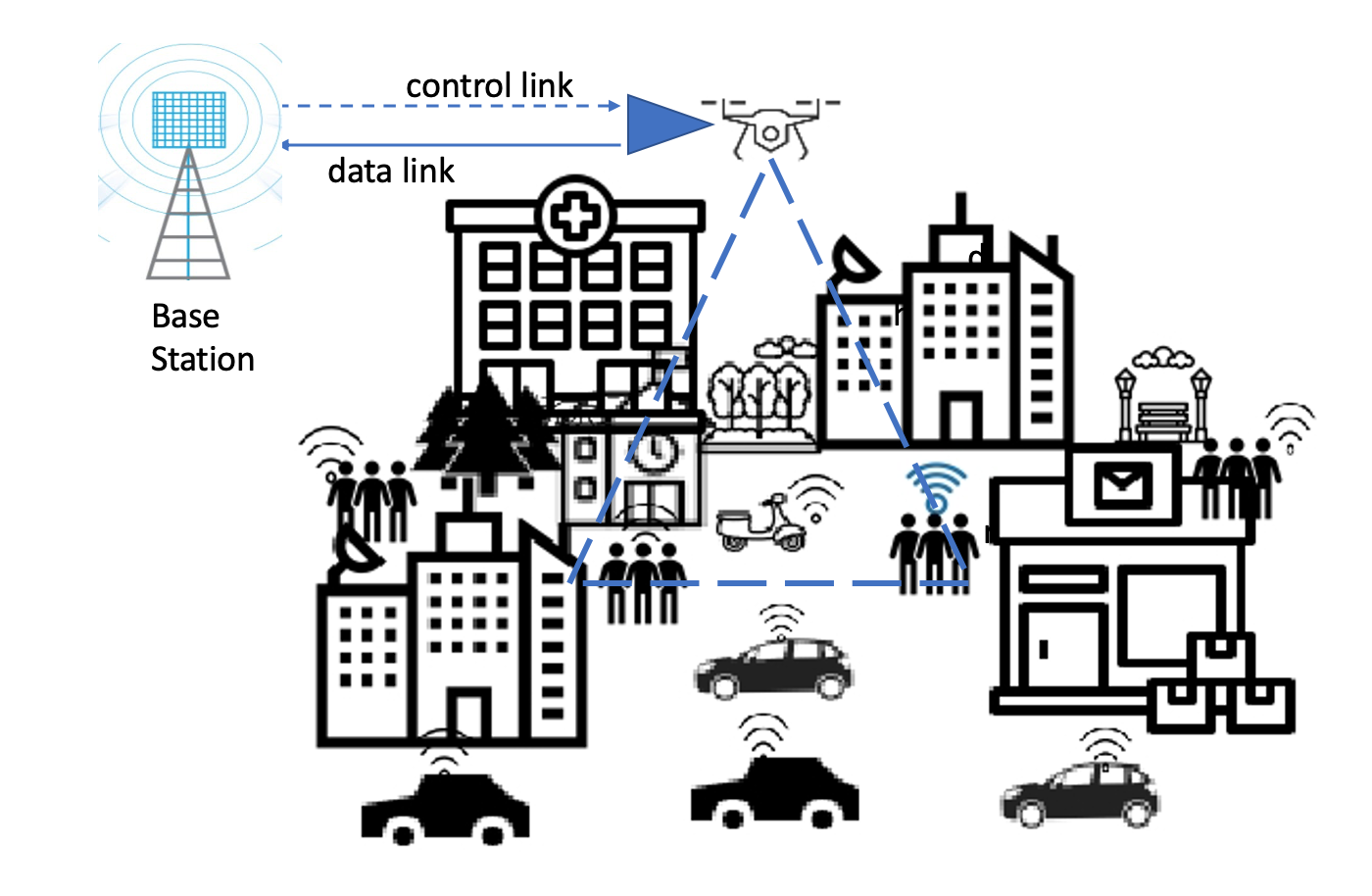
Network scenario with ABS deployment

ایستگاه پایه هوایی (انگلیسی: Aerial Base Station - ABS) که به عنوان ایستگاه پایه نصب‌شده بر روی وسیله نقلیه هوایی بدون سرنشین (Unmanned Aerial Vehicle - UAV) نیز شناخته می‌شود، یک سیستم آنتن پروازی است که به عنوان یک هاب بین شبکه بک‌هال و شبکه دسترسی عمل می‌کند. اگر بیش از یک ABS در چنین مکانیسم رله‌ای شرکت داشته باشد، شبکه موسوم به شبکه موقت هوایی (Fly Ad-hoc Network - FANET) شکل می‌گیرد. FANETها نوعی از شبکه‌های بی‌سیم موقت (Wireless Ad Hoc Networks - WANETs) یا شبکه‌های موقت متحرک (Mobile Ad Hoc Networks - MANETs) هستند.
یکی از جنبه‌های نوآورانه شبکه 5G ارائه "اتصال از آسمان" است. تفاوت استراتژیک ABSها نسبت به معماری شبکه‌ای سنتی و ثابت، توانایی آنها در ایجاد شبکه‌های موردنیاز در موقعیت‌های خاص است، به لطف ویژگی‌های ذاتی آنها مانند قابلیت جابجایی، انعطاف‌پذیری در فضای سه‌بعدی، ارتفاع تطبیقی و چرخش متقارن. این ویژگی‌ها امکان ارائه خدمات پیشرفته با لینک‌های بی‌سیم با کیفیت بالا، تخریب کم، ظرفیت زیاد و تداخل کم را برای کاربران زمینی فراهم می‌کنند.
از دیدگاه صنعتی، موارد استفاده مختلفی برای استقرار شبکه‌های ABS برنامه‌ریزی شده است تا در رویدادهای موقت، شرایط اضطراری و مناطق یا مناطق روستایی که فاقد زیرساخت‌های شبکه‌ای قوی هستند، اتصال ارائه شود.
-  وسایل نقلیه هوایی بدون سرنشین (Unmanned Aerial Vehicles - UAV) در ارتباطات بی‌سیم
UAVها در ابتدا تنها با اهداف نظامی طراحی و تولید شدند. اما به لطف پیشرفت فناوری تولید، امروزه یکی از راهکارهای پیشنهادی برای ارائه اتصال بر حسب نیاز در سیستم‌های شبکه 5G محسوب می‌شوند.

## تاریخچه
وسایل نقلیه هوایی بدون سرنشین (Unmanned Aerial Vehicles - UAV) که به طور معمول با نام پهپاد شناخته می‌شوند، هواپیماها یا بالون‌های کوچکی هستند که می‌توانند به صورت کنترل از راه دور با ماژول کنترل رادیویی/فرکانس رادیویی یا با استفاده از سیستم‌های هوشمند داخلی کنترل شوند. این سیستم‌ها می‌توانند پهپاد را خودمختار کنند و تنها با همکاری با زیرساخت شبکه بدون نیاز به دخالت انسان کار کنند.
تاریخاً، UAVها به عنوان اسباب‌بازی‌های گران‌قیمت شناخته می‌شدند و عمدتاً برای اهداف نظامی مانند تحویل محموله، نظارت از راه دور، حملات مسلحانه و کاهش تلفات سربازان در مناطق دشوار استفاده می‌شدند. این کاربردها شامل کنترل از راه دور توسط یک خلبان انسانی با استفاده از کنترل فرکانس رادیویی بود. استفاده اولیه از UAVها در ونیز در سال 1849 ثبت شده است، زمانی که اتریشی‌ها با استفاده از بالون‌های بدون سرنشین مجهز به مواد منفجره به ایتالیا حمله کردند. همچنین، کاربردهای پهپادها در طول جنگ‌های جهانی اول و دوم مشاهده شده است.
با پیشرفت فناوری سنسورها و تکنولوژی تولید، در نیمه دوم قرن بیستم، UAVها برای جاسوسی و جستجوی گروگان‌ها با استفاده از حسگرهای بی‌سیم نیز مورد استفاده قرار گرفتند.
در اوایل دهه 2000، با کاهش هزینه‌ها و اندازه UAVها، کاربردهای غیرنظامی و تجاری پهپادها به صورت چشمگیری افزایش یافت. این کاربردها شامل استفاده در ارتباطات بی‌سیم با پشتیبانی از زیرساخت‌های شبکه موجود بود، مانند تحویل بسته و کنترل ترافیک در زمینه شهرهای هوشمند، یا کشاورزی دقیق و بازرسی زمین در صنعت 4.0. لازم به ذکر است که در تمامی این سناریوها، UAVها به عنوان تجهیزات کاربری هوایی (Aerial User Equipment - UEs) عمل می‌کنند و در کنار کاربران زمینی شبکه کار می‌کنند، نه به عنوان بخشی از زیرساخت یکپارچه شبکه. این فناوری بی‌سیم عموماً به عنوان پهپادهای متصل به شبکه سلولی (Cellular-connected UAVs) شناخته می‌شود. ابتکاراتی مانند Amazon Air و پروژه Wing گوگل مثال‌های برجسته‌ای از موارد استفاده از پهپادهای متصل به شبکه سلولی هستند.
در سال‌های اخیر، با ادامه کوچک‌سازی قطعات دستگاه‌های ارتباطات بی‌سیم، ایده تجهیز UAVها به فرستنده‌ها و گیرنده‌های فرکانس رادیویی و سخت‌افزارهای اختصاصی برای ارائه لینک‌های بی‌سیم قابل اعتماد، مقرون به صرفه و بر حسب نیاز به کاربران زمینی به واقعیت نزدیک شده است. امروزه، می‌توان فرستنده‌هایی با وزنی کمتر از 2 کیلوگرم پیدا کرد، مانند فرستنده جهانی نرم‌افزار رادیویی (USRP) همراه با رادیوی تعریف‌شده نرم‌افزاری (SDR)، که می‌توان آنها را به‌راحتی با استفاده از یک نگهدارنده چاپ سه‌بعدی روی پهپاد نصب کرد.
مفهوم جدید ارتباطات بی‌سیم با کمک پهپادها یک فناوری نویدبخش است که از رشد سریع ترافیک داده‌های بی‌سیم پشتیبانی می‌کند. به عنوان نتیجه‌ای از آزمایش‌های صنعتی و تحقیقات آکادمیک، ABSها به عنوان یکی از اجزای مهم شبکه‌های 5G و فراتر از آن شناخته شده‌اند.

## جنبه‌های کلیدی و چالش‌برانگیز
ادغام ایستگاه‌های پایه هوایی (ABS) یا شبکه‌های موقت هوایی (FANETs) در شبکه‌های سلولی بی‌سیم به عنوان پلتفرم‌های ارتباطی هوایی، امکانات جدیدی در طراحی زیرساخت شبکه به همراه دارد و چالش‌های مختلفی را مطرح می‌کند. در واقع، تفاوت‌های زیادی در مقایسه با همتایان زمینی وجود دارد.
1.ارتفاع بالا: ارتفاع معمول ایستگاه‌های پایه زمینی در محیط‌های شهری حدود 10 تا 20 متر است، در حالی که مقررات فعلی به ABSها اجازه می‌دهد تا در ارتفاع 100 تا 120 متری معلق باشند. این ارتفاع بیشتر به ABSها امکان می‌دهد تا پوشش گسترده‌تری نسبت به زیرساخت‌های زمینی ارائه داده و تداخل با دیگر ترمینال‌ها را کاهش دهند. در واقع، ترمینال‌های زمینی می‌توانند در ارتفاعات و زوایای دید مختلف نسبت به ABS به راحتی تفکیک شوند.
2.حرکت و ردیابی سه‌بعدی با سرعت بالا: ABSها می‌توانند احتمال کانال خط دید (LoS) بالاتری نسبت به ارتباطات زمینی کلاسیک که معمولاً دچار تضعیف سیگنال و اثرات محوشدگی می‌شوند، فراهم کنند. فرستنده‌ها و گیرنده‌های ABS می‌توانند کاربران متحرک (مانند عابران، وسایل نقلیه متصل یا دستگاه‌های اینترنت اشیاء) را ردیابی کرده و اتصال LoS پایدار را حفظ کنند. این شرایط مزایای زیادی دارد. به عنوان مثال، در شبکه‌های 5G که از امواج میلی‌متری استفاده می‌شود، LoS برای ارائه اتصال در این پهنای باند فرکانسی ضروری است. علاوه بر این، LoS امکان پرتوفرمی موثر در فضای سه‌بعدی را فراهم می‌کند و ABSها را به کاندیداهای مناسبی برای فناوری MIMO سه‌بعدی تبدیل می‌سازد.
3.مقیاس‌پذیری شبکه‌های FANET: FANETها شبکه‌هایی مقیاس‌پذیر هستند که تعداد ABSهای درگیر در آنها می‌تواند بر اساس موارد استفاده به‌طور پویا تغییر کند. به‌طور معمول، اطلاعات بین ABSها در FANETها از طریق پروتکل 802.11p که برای ارتباطات وسایل نقلیه استفاده می‌شود، تبادل می‌شود. اصطلاح موقت (Ad-hoc) به این اشاره دارد که FANETها دارای یک پروتکل مسیریابی غیرمتمرکز برای انتقال اطلاعات داده هستند.   
4.طراحی کارآمد از نظر انرژی: ABSها و پهپادها به طور کلی سیستم‌هایی با محدودیت انرژی هستند؛ این مسئله محدودیت‌های مهمی بر زمان معلق بودن و پرواز آنها اعمال می‌کند و ممکن است توازن‌هایی در کیفیت خدمات ارائه شده به کاربران (مانند توان انتقال) و محدودیت‌های انرژی ایجاد شود.    
5.ایمنی و سلامت محیط اطراف: ABSها و حسگرهای آنها باید به طور مداوم نظارت شوند تا از بروز حوادث جلوگیری شود و فاصله ایمنی با سایر وسایل هوایی، ساختمان‌ها و موانع حفظ شود. برای این منظور، یک لینک کنترل با شبکه زمینی بک‌هال برقرار می‌شود.
6. حریم خصوصی و حفاظت از داده‌ها: اطلاعات جمع‌آوری‌شده توسط حسگرهای نصب‌شده بر پهپادها، از نظر حریم خصوصی افراد و کسب‌وکارها چالش‌برانگیز است. 

## تأثیر و سناریوهای کاربردی
ایستگاه‌های پایه هوایی (ABS) این امکان را برای اپراتورهای شبکه یا طراحان ارتباطات فراهم می‌کنند که شبکه‌هایی مورد نیاز را در یک منطقه مشخص ایجاد کنند که برای مشتریان و موارد استفاده خاص طراحی شده‌اند. ایستگاه‌های پایه تجاری و سبک که بر روی پهپادها با ظرفیت حمل متوسط نصب می‌شوند، طیف وسیعی از کاربردها را فراهم می‌کنند:
1.تقویت مؤثر سیستم‌های زمینی موجود در مناطق شلوغ:
در مناطقی مانند استادیوم‌ها در طول رویدادهای ورزشی یا اجراهای زنده، ABSها با ارائه ظرفیت اضافی می‌توانند به سیستم‌های زمینی موجود کمک کنند.
2.انتشار و جمع‌آوری اطلاعات در شبکه‌های حسگر بی‌سیم و سناریوهای اینترنت اشیاء (IoT):
در شهرهای هوشمند یا مناطق کشاورزی دقیق، که در آن به دلیل توان انتقال پایین دستگاه‌ها، ارتباطات طولانی‌برد ممکن نیست، ABSها می‌توانند برای جمع‌آوری داده و انتشار اطلاعات استفاده شوند.
3.انتقال اطلاعات بین مراکز داده جداشده جغرافیایی یا ارائه پوشش شبکه در مناطق روستایی یا حومه‌های صعب‌الوصول:
در این مناطق، استقرار ABSها بسیار به‌صرفه‌تر از نصب دکل‌های مخابراتی گران‌قیمت یا لینک‌های فیبر نوری است.4.بازسازی سریع اتصال پس از خرابی زیرساخت یا انتقال داده در شرایط اضطراری:
در موقعیت‌هایی مانند حملات تروریستی، ABSها می‌توانند اتصال سریع را بین خطوط مقدم و ستاد فرماندهی برقرار کنند.

## مدل‌های این فناوری نوآورانه
شرکت‌هایی مانند Qualcomm و AT&T پروژه‌هایی را برای استقرار ABSها جهت ارائه ارتباطات بی‌سیم در مقیاس وسیع اجرا کرده‌اند. همچنین، پروژه‌هایی نظیر Facebook Aquila، سل-روی-چرخ‌ها و بال‌ها (COW-W)، Google SKYBENDER، Nokia F-Cell، و Huawei Digital Sky برای آزمایش مزایای خدمات ABS طراحی شده‌اند.
-مقررات
یکی از موانع اصلی فناوری ارتباطات بی‌سیم ABSها، نبود مقررات قانونی منحصر به فرد است. سیاست‌ها در کشورهای مختلف و مناطق گوناگون متفاوت است.
معیارهای مقررات را می‌توان به دو دسته تقسیم کرد: نخست مربوط به فناوری UAV و دوم مربوط به مخابرات.
مربوط به UAVها
آژانس‌های مختلفی وجود دارند که دستورالعمل‌هایی برای کنترل پرواز تدوین می‌کنند. در ایالات متحده، عملیات‌ها توسط اداره هوانوردی فدرال (FAA) و ناسا (NASA) کنترل می‌شود. در اروپا، سازمان ایمنی هوانوردی اروپا (EASA) مقررات استفاده از UAVها را منتشر کرده است. سازمان بین‌المللی هوانوردی کشوری (ICAO) مسئول تدوین دستورالعمل‌های آسیایی برای مقررات و عملیات ایمن سیستم‌های هواپیمای بدون سرنشین است.
مقررات ارتباطات بی‌سیم
مقررات ارتباطات بی‌سیم به طور مستمر توسط سازمان‌های مختلفی مانند کمیته ارتباطات الکترونیکی (ECC) در اروپا و کمیسیون ارتباطات فدرال (FCC) در ایالات متحده توسعه می‌یابند. هدف این مقررات، کنترل عملیات ABSها با توجه به عوامل مختلف مانند نوع و شناسایی ABS، طیف فرکانسی برای اشتراک‌گذاری داده‌ها و کنترل حسگرها، ارتفاع که بستگی به وجود خط دید با خلبان دارد، سرعت و وزن است.
-مروری بر معماری‌ها
اگرچه 3GPP هنوز تمرکز خود را بر استانداردسازی UAVهای متصل به شبکه‌های سلولی قرار داده است، معماری‌های مختلفی برای ارتباطات بی‌سیم با سیستم‌های پروازی که یک روتر هوشمند را حمل می‌کنند، پیشنهاد شده است. معماری مربوط به ABSها معمولاً با دو نوع اصلی لینک ارتباطی مشخص می‌شود: لینک ارتباطات کنترل و غیر بار مفید (CNPC) و لینک داده.
لینک ارتباطات کنترل و غیر بار مفید (CNPC)
لینک CNPC شامل ارتباطات بین ABSها و مراکز کنترل زمینی شبکه بک‌هال است که معمولاً یک ایستگاه پایه تخصصی است. این لینک عمدتاً وظایف حیاتی ایمنی را بر عهده دارد، مانند کنترل زمان واقعی و اجتناب از برخورد با موانع. برای این منظور، نیاز به تأخیر و الزامات امنیتی سخت‌گیرانه‌تری دارد. امنیت و حریم خصوصی همچنین از اولویت‌های این لینک هستند تا از کنترل‌های غیرمجاز جلوگیری شود. لینک CNPC همچنین برای ارسال اطلاعات مربوط به پیکربندی شبکه، که تخصیص منابع زمانی و فرکانسی را تعیین می‌کند، و جمع‌آوری برخی اطلاعات پروازی ABSها (مانند GPS، زاویه ارتفاع نسبی و سرعت پرواز)، انرژی باقی‌مانده و عملکرد اتصال فراهم‌شده (مانند نرخ خطای بیت متوسط، توان دریافت و ارسال) استفاده می‌شود. پهنای باندهای فرکانسی اختصاص داده شده برای این لینک، پهنای باندهای L و C هستند، زیرا این باندها در برابر افت سیگنال حساسیت کمتری دارند و امکان ارتباطات با قابلیت اطمینان بالا و تأخیر کم را فراهم می‌کنند.لینک داده
لینک‌های داده شامل انتقال اطلاعات بین دستگاه‌های زمینی متحرک، زیرساخت‌های زمینی (ایستگاه‌های پایه یا دروازه‌ها)، حسگرها و دیگر ABSها است. از آنجا که دامنه این لینک‌ها با CNPC متفاوت است، الزامات آن نیز متفاوت است. لینک داده حساسیت کمتری به تأخیر دارد و درخواست ظرفیت آن معمولاً به کاربرد خاص بستگی دارد. سرعت داده می‌تواند از کیلوبیت بر ثانیه در ارتباطات ABS-کاربران زمینی متغیر باشد، به طوری که پهنای باند فرکانسی 4G قابل استفاده است، تا گیگابیت بر ثانیه در ارتباطات ABS-شبکه بک‌هال یا ABS-ABS. از آنجا که این ارتباطات عمدتاً تحت تأثیر مولفه خط دید (LoS) قرار دارند، استفاده از پهنای باند میلی‌متری به عنوان یک راه‌حل برجسته برای تأمین نیاز ظرفیت بالا شناخته می‌شود.
-ملاحظات در مورد جایگذاری
مسئله یافتن مکان بهینه و/یا برنامه‌ریزی مسیر برای ABSها به مراتب چالش‌برانگیزتر از ایستگاه‌های پایه زمینی متداول است. از یک طرف، ABSها می‌توانند به‌طور آزادانه در فضای سه‌بعدی حرکت کنند بدون هیچ‌گونه محدودیتی، و از طرف دیگر، مجموعه‌ای از محدودیت‌های عملیاتی وجود دارد که باید در نظر گرفته شوند، مانند حفظ اتصال خط دید (LoS)، محدودیت‌های انرژی و اجتناب از برخورد با موانع، که بسیاری از این موارد وابسته به زمان هستند و پیش‌بینی آن‌ها دشوار است.
در بیشتر مواقع، راه‌حل به‌دست آمده وابسته به کاربرد خاص است. برای مثال، در صورت پوشش‌دهی سلولی با پشتیبانی ABSها، راه‌حل معمولاً استقرار ABS ثابت است که در بالای مرکز منطقه تحت پوشش قرار می‌گیرد. در مورد کاربردهای زمان واقعی یا دستگاه‌های متحرک، منطقی‌تر است که بیش از یک ABS برای دستیابی به ارتباطات با تأخیر کم و قابلیت اطمینان بالا به‌طور مشترک استفاده شود. همچنین، در صورت استقرار آگاهانه انرژی، چندین ABS باید با هم همکاری کنند تا اجازه دهند یک ABS برای شارژ مجدد انرژی از منطقه سرویس خارج شود، در حالی که شکاف‌های ارتباطی توسط ABSهای مجاور پر می‌شوند، برای مثال، از طریق افزایش توان انتقال و/یا تنظیم موقعیت‌های هواپیما.